# Грузинський тигр

Проєкт Trump Tower у Батумі

Нічний Батумі

Грузи́нський тигр, Кавка́зьке економі́чне ди́во, Грузи́нське економі́чне ди́во — назва, що використовується на позначення визначних темпів економічного та соціального розвитку Грузії з середини 2000-х років.
Наразі Грузія не є економічно потужною державою, проте ця країна здійснила дуже важливі економічні і соціальні реформи з середини 2000-х років, досягши докорінного поліпшення економічного становища попри численні зовнішньополітичні негаразди і збудувавши підвалини для подальшого стрімкого зростання.

## Короткі відомості
Грузія займає 5 місце у світі за низьким рівнем корупції в поліції.
Грузія займає 29 місце у світі у рейтингу Індексу економічної свободи.
Грузія займає 3 місце у світі за економічним зростанням у 2011 році.
За рівнем економічного зростання у 2011 році Грузію обігнала Туреччина (1-е місце) та Естонія (2-е місце). За підсумками 2011 року Грузія вийшла на перше місце у рейтингу з 183 країн за кількістю зареєстрованого майна. Також Грузія на 4-му місці за ступенем простоти отримання дозволів на будівництво, і на 7-му — за простотою видачі ліцензій на ведення бізнесу.
Згідно з даними Всесвітнього банку ВВП на одиницю населення в Грузії дорівнює 4,8 тис. доларів США. Через рік після приходу до влади Міхеїла Саакашвілі, в 2004 році, в країні була здійснена велика податкова реформа, згідно з якою з 20 видів податків були залишені в дії 7: прибутковий податок, податок на прибуток, соціальний податок, ПДВ, податок на майно і акцизи для деяких товарів, податок на гральний бізнес.